# Butylsilan
Butylsilan ist eine chemische Verbindung aus der Gruppe der Siliciumorganischen Verbindungen.

## Gewinnung und Darstellung
Butylsilan kann durch Reaktion von Monochlorsilan mit n-Butyllithium (nBuLi) oder durch Reduktion von Trichlorbutylsilan mit Lithiumaluminiumhydrid oder Lithiumhydrid gewonnen werden.
{\displaystyle {\ce {SiH3Cl + {}^{n}BuLi -> {}^{n}BuSiH3 + LiCl}}}
{\displaystyle {\ce {{}^{n}BuSiCl3 + 3 LiH -> {}^{n}BuSiH3 + 3 LiCl}}}

## Eigenschaften/Sicherheitshinweise
Butylsilan ist eine farblose entzündliche Flüssigkeit mit einem Flammpunkt von −6 °C, die reizend auf Haut, Augen und Atemwege wirkt.